# Goniocercus laticaudus
Goniocercus laticaudus är en insektsart som först beskrevs av Luisa Eugenia Navas 1915.  Goniocercus laticaudus ingår i släktet Goniocercus och familjen myrlejonsländor. Inga underarter finns listade i Catalogue of Life.